# Панезёров, Руслан Владимирович
Русла́н Влади́мирович Панезёров (укр. Руслан Володимирович Панезьоров; 1975, Лесовая Лысиевка) — украинский военнослужащий, майор, участник российско-украинской войны. Герой Украины (2024).

## Биография
Родился в селе Лесовая Лысиевка Калиновского района Винницкой области. Окончил Винницкий политехнический институт по специальности «инженер-механик». После окончания прошёл срочную службу в Вооружённых силах Украины, а через год подписал контракт. Более 25 лет служит в украинской армии.
Участвовал в АТО на востоке Украины. Принимал участие в освобождении Славянска, где лично поднял флаг Воздушно-десантных войск над зданием городского совета. Позже принимал участие в боях за Луганский аэропорт.
С начала российского вторжения в Украину продолжает нести службу. Участвовал в боевых действиях вблизи Вознесенска, контрнаступлении на Харьковщине, боях за Бахмут и Клещиевку.
Служит командиром инженерно-сапёрной роты 80-й десантно-штурмовой бригады.
28 мая 2024 года получил серьёзное ранение и по состоянию на октябрь 2024 года проходит реабилитацию.

## Награды
- Звание «Герой Украины» с удостоением ордена «Золотая Звезда» (23 августа 2024) — за личное мужество и героизм, проявленные в защите государственного суверенитета и территориальной целостности Украины, верность военной присяге[1].
- Орден Богдана Хмельницкого III степени (4 апреля 2022) — за личное мужество и высокий профессионализм, проявленные в защите государственного суверенитета и территориальной целостности Украины, верность военной присяге[2].